# أحاديث في ما جرى (كتاب)
أحاديث في ما جرى- هو عنوان لكتاب (مذكرات وأسرار) من تأليف رئيس الحكومة المغربية الأسبق عبد الرحمن اليوسفي نشر الكتاب سنة 2018. والكتاب عبارة عن مسيرة طويلة من الحياة السياسية للزعيم عبد الرحمان اليوسفي، وكشاهد على فترات متقلبة من تاريخ المغرب وبين ترحاله من معارض للسلطة إلى وزير بين كنفها، ويبوح عبد الرحمان اليوسفي في هذه المذكرات بفصول حياته، منذ بداياته الأولى ببيته في طنجة وصولاً إلى اعتزاله العمل السياسي وتواريه عن الأنظار.
وخلال الحفل الذي أقيم لتوقيع هذه المذكرات، عبر عبد الرحمان اليوسفي الوزير الأول في عهد الملك الحسن الثاني عن اعتزازه بالحضور الكبير في حفل التوقيع قائلاً: " لا أشك لحظة في أحاسيس الوفاء والإخلاص والتقديرالمتبادلة بصدق بيننا"، وأضاف اليوسفي الذي يعد من رجالات الدولة المغربية أن مناسبة التقديم الرسمي لكتابه تعد فرصة ليتجدد العهد بينه وبين الفاعليين السياسين. واليوسفي الذي كان يتحدث من فترة قريبة بمركب محمد الخامس بالرباط ، قال "إن توقيع المذكرات يأتي من أجل التذكير بالقيم الوطنية، التي شكلت الأساس الصلب لكل الدروس النضالية التي ابدعتها أجيال من المغاربة في الدولة وفي المجتمع".
و"أحاديث في ما جرى" عبارة عن إجابات عن أسئلة "رفيق اليوسفي"، وصديقه امبارك بودرقة أو "عباس" حسب تسميته في الحركة الاتحادية، وتأتي المذكرات الموزعة على ثلاثة أجزاء بعد صيام عن الكلام يمتد إلى 15 عامًا، وهي تلك الفترة التي ابتعد فيها اليوسفي عن الأضواء بعد اعفائه من منصب الوزير الأول 2002/2003م، وتعيين إدريس جطو وزيرًا أول بدلا عنه.

## عن الكتاب
صدرت هذه المذكرات تحت اشراف الصحافي الاتحادي "امبارك بودرقة" والذي وصف عبد الرحمان اليوسفي بأنه "أحد الشهود الكبار حول مرحلة طويلة بصمت التاريخ المغربي الراهن"، ونضيف أنه ليس شاهدًا فحسب، بل هو أحد الفاعلين الكبار في أحداث هذه المرحلة الطويلة. وهكذا تأتي أهمية مذكرات اليوسفي في كونها تغطي فترة طويلة من تاريخ المغرب القريب، بداية من الانخراط في الحركة الوطنية أوائل الأربعينيات إلى اعتزال العمل السياسي عام 2003م.
وقد كان عبد الرحمان اليوسفي رافضًا في بداية الأمر للكتابة عن تفاصيل مساره السياسي من الكفاح الوطني إلى حكومة التناوب، إلا أنه رضخ في النهاية تحت إلحاح الصحافي الاتحادي وصديقة بودرقة، والذي استطاع اقناعه بجدوى كتابة المذكرات عندما عرض عليه ركامًا من الوثائق التي ترتبط بمسار الرجل السياسي.
ويعرج اليوسفي في الجزء الأول من مذكراته على العديد من المحطات في حياته، بداية من طفولته وشبابه، وبعد ذلك بمساره النضالي في الحركة الوطنية وجيش التحرير، ويتوقف على محطات مهمة من تاريخ المغرب السياسي، بداية من تأسيس الخلايا الأولى للعمل الوطني ونفي الملك الراحل محمد الخامس، وبعدها محطات الاستقلال واختفاء المهدي بنبركة في أكتوبر 1965م، ومرحلة التناوب التوافقي وعلاقته بالملك الراحل الحسن الثاني، والملك محمد السادس، واعتزاله العمل السياسي. ويتضمن الجزءان الثاني والثالث من مذكرات "أحاديث في ما جرى" كتابان توثيقيان يتضمنان الخطابات التي ألقاها اليوسفي ي مناسبات مختلفة عندما كان زعيمًا لحزب الاتحاد الاشتراكي للقوات الشعبية، ثم وزيراً أول في الفترة من 1998م إلى 2002م، بالإضافة إلى الحوارات التي أجراها مع الصحف والإذاعات والقنوات الوطنية والدولية.

## فصول الكتاب وملاحقه
وتوزعت فصول المذكرات بين طفولة اليوسفي بمدينة طنجة، ومراهقته وانخراطه في المقاومة المغربية في أربعينيات القرن الماضي. بالإضافة إلى فصول يحكيها الزعيم السياسي عن المهدي بن بركة وعن معارضته السياسية والانقلاب على الحكم، وكذا علاقته بالجزائر وما يعرفه عن اغتيال عمر بنجلون. ناهيك عن كواليس تقلده السلطة في ما عرف بحكومة التناوب، الذي سيختم به اليوسفي مساره السياسي في سنة 2003. وقد جاء الكتاب في خمسة فصول، مذيلة بخمسة ملاحق، وكانت عناوين الفصول والملاحق على النحو التالي:

### الفصل الأول: النشأة الأولى.
(8 مارس 1924- الطفولة- الملك الحسن الثاني واستقبال والدتي- أخي عب السلام ضحية الاختفاء القسري- هوس الصحافة- الامتحان الأول- طنجة الدولية- من البوغاز إلى مراكش.. ومعابر المراقبة- تنوع اللهجات- تنظيم أول إضراب- مسؤول طاولة الطعام- بن بركة والاستقطاب السياسي- ضريبة النضال..الطرد والتشرد- الرحلة القصرية/القسرية من الرباط إلى آسفي- الخيار الصعب: الزواج بالدكالية أو الباكالوريا- من أهل أبي الجعد إلى البيضاء وآفاقها- الطربوش ضحية للانزال الأمريكي/الأمني)

### الفصل الثاني: هيآت/هيئات الحركة الوطنية.
( الخلايا الأولى للحركة النقابية- البذور الأولى للمقاومة في الحي المحمدي- تأسيس أول دوري لكأس العرش لكرة القدم- سيارات نقل أموات المسلمين- التمهيد لزيارة محمد الخامس لطنجة 1947- السفر إلى باريس- اللقاء الأول مع عبد الرحيم بوعبيد- قرار الطرد من فرنسا- احتجاج محمد الخامس على اعتقالي- قصة جواز السفر المصري- العودة إلى طنجة- نفي السلطان والانخراط في المقاومة- المقاومة في الشمال وما جرى بباخرة "دينا"- إنقاذ أحمد زياد- أي دور للدكتور عبد الكريم الخطيب- مكونات جيش التحرير- التنسيق مع قادة الجزائر- الأمير مولاي الحسن وتكريم الربان "ميلان"- الدكتور عبد اللطيف بن جلون ومقترح اسم "ثورة الملك والشعب"- انتفاضة 25 يناير 1959- الاعتقال الأول بعد الاستقلال- المواجهة مع قاضي التحقيق- تصفية جيش التحرير- محاولة تهريب القادة الخمسة من السجن- اللقاء الأخير مع محمد الخامس في جينيف)

### الفصل الثالث: المعارضة.
( الاستفتاء على دستور 1962- تأسيس النقابة الوطنية للصحافة- الانتخابات التشريعية- اسقاطي في الانتخابات- الانتخابات المحلية والمؤامرة- انتهاكات واسعة النطاق- التحضير للمحاكمة- بداية المحاكمة- المطالبة باصدار أحكام الإعدام- ملتمس الرقابة 1964 والنقل المباشر بأمر من الملك- الوطنية الصادقة اي معنى؟- الرأي العام واول مساءلة للحكومة- مرافعة الدكتور عبد اللطيف بن جلون- المحاولة الاولى للتناوب- مبعوث الملك للمهدي بن بركة- الجنرال أوفقير وعصابة الإجرام- جريمة بدون جثة- أحبال مؤامرة الاختطاف- المهدي وابداع طريق الوحدة- تفاصيل أخرى حول الجريمة- وصول أوفقير والدليمة غذاة الاختطاف إلى باريس- المحاكمة- الجنرال دوغول يتهم أوفقير- أختطاف ومشاركة أطراف دولية- وأختطاف الحسين المانوزي- المنفى- الإشارات التي شعت على وضع حد للمنفى- الزواج- عمر بن جلون: كاتب أول للاتحاد الاشتراكي- رسالة عمر بنجلون/ بن جلون للمحجوب بن الصديق)

### الفصل الرابع: قيادة الاتحاد الاشتراكي للقوات الشعبية.
( تأبين عبد الرحيم بن عبيد "قسما إنا لجهادك لمواصلون"- اللجنة الوطنية للسهر على الانتخابات- اللجنة الوطنية لتعديل الدستور- قضية التسجيل الجماعي- مبارزة شرسة- 1992 واتخاذ قرارين صعبين وجريئين- التلاميذ السحرة- شعار الحقيقة أولاً- كنا نتمنى أن تنتصر الديمقراطية- خسائر الاتحاد في الانتخابات وتشخيص الأعراض- إصرار على عدم احترام قواعد اللعب- صعوبات الاصلاح- مبعوث الملك- استقالة الاحتجاج- بيان المكتب السياسي- لقاءات الكتلة في باريس- العدول عن الاستقالة والطريق إلى التناوب- مذكرة الكتلة وتهمة تغيير نظام الحكم- الاعلان عن مذكرة الكتلة الديمقراطية- المفتاح الذهبي- مسلسل المعارك السبعة- لماذا فشلنا في الترشيح المشترك- الانضباط الديمقراطي- نقد ذاتي لأداء حزبنا- حرب المواقع، الحسابات الضيقة وبروز الحلقية- امتحانات الكتلة الديمقراطية- الاصرار على التناوب الديمقراطي- مؤاخذتنا على التوقيع المشترك وتزوير بطاقات الناخبين- استمرار التزوير رغم التوقيع المشترك- حين استقبل الملك الثلاث الكبار- الفشل في فرض المرشح المشترك)

### الفصل الخامس: رئاسة الحكومة
( إدريس جطو مبعوث الملك- التعيين الملكي وتمرين تشكيل الحكومة- رسالة إلى أعضاء الحكومة: التصريح بممتلكات الوزراء والقضاء على اشكال التبذير- بناء أعراف جديد للعمل الحكومي- جيوب المقاومة- التجسس على الاستشارات وقضايا أخرى- عرقلة مؤتمر منطقة العفو- التشويش على عودة السرفاتي- الاصرار على الاجتماع مع الولاة والعمال- الاتفاق مع الملك في المشفى على صندوق الحسن الثاني- وفاة الملك الحسن الثاني- تنظيم الجنازة- مراسم البيعة- ذكرى اللقاء الأول- الحوار مع كلينتون- إقالة ادريس البصري- تقديم الاستقالة- المنهجية الديمقراطية- وحين آثرت مواصلة المشوار- استقالة الاعتزال- رسالة محمد السادس- التغطية الصحية الأساسية- فضيحة قضية النجاة- تشغيل الشباب حاملى الشهادات العليا- أسئلة الانتقال الديمقراطي بالمغرب والسياق السياسي- نداء لمن يهمهم الأمر- هوس تعويض من طرف العدالة الانتقالية- تافراوت بعد 80 سنة)

## روابط خارجية
- الكتاب بشكل مسموع على منصة اليوتيوب (شاهد واستمع).
- الاتحاديون يستعرضون مذكرات المجاهد عبد الرحمان اليوسيفي "أحاديث فيما جرى".(شاهد)